# Withania coagulans
Withania coagulans là loài thực vật có hoa trong họ Cà. Loài này được (Stocks) Dunal miêu tả khoa học đầu tiên năm 1852.